# Rafael Murillo Vidal, Las Choapas
Rafael Murillo Vidal är en ort i Mexiko.   Den ligger i kommunen Las Choapas och delstaten Veracruz, i den sydöstra delen av landet, 600 km öster om huvudstaden Mexico City. Rafael Murillo Vidal ligger 87 meter över havet och antalet invånare är 471.
Terrängen runt Rafael Murillo Vidal är lite kuperad. Runt Rafael Murillo Vidal är det ganska glesbefolkat, med 29 invånare per kvadratkilometer. Närmaste större samhälle är Felipe Ángeles, 13,8 km sydost om Rafael Murillo Vidal. I omgivningarna runt Rafael Murillo Vidal växer i huvudsak städsegrön lövskog.